# Zopetspitze
Die Zopetspitze, auch Zopatspitze oder Zopatspitz ist mit einer Höhe von 3198 m ü. A. der höchste Berggipfel des Wallhornkamms in der Venedigergruppe in Osttirol (Österreich). Sie liegt im Norden des Gemeindegebiets von Prägraten am Großvenediger. Benachbarte Gipfel sind der Zopetkopf und die Gastacher Wände im Norden und die Tulpspitze im Süden.

## Lage
Die Zopetspitze liegt zwischen der Scheidlscharte (2982 m ü. A.) im Norden und der Zopetscharte (2958 m ü. A.) im Süden, wobei der Zopetspitze der Zopetkopf (3087 m ü. A.) vorgelagert ist. Beim Zopetkopf handelt es sich um den nördlichen Eckpunkt des Nordgrats der Zopetspitze. Die Scheidlscharte trennt die Zopetspitze bzw. den Zopetkopf von den Gastacher Wänden (3076 m ü. A.), im Süden bildet die Zopetscharte den Einschnitt zur südlich gelegenen Tulpspitze (3054 m ü. A.). Nördlich des Felsrückens befindet sich das Zettalunitzkees mit dem Zettalunitzbach, östlich die Kleinitzalm im hintersten Timmeltal mit dem Eissee, wobei die Zopetspitze gegen Osten steil abfällt. Neben dem Nordgrat und dem Südsüdostgrat hat die Zopetspitze auch einen Westgrat ausgebildet. 

## Aufstiegsmöglichkeiten
Erstmals touristisch wurde die Zopetspitze über den Nordgrat erstiegen, wobei Ludwig Prohaska und Heinrich von Ficker 1898 für den Abstieg den Südsüdostgrat nutzten. Der Normalweg führt von der Johannishütte auf dem Venediger Höhenweg in Richtung der Zopetscharte, wobei man den Weg in einer Höhe von 2780 Metern verlässt und über Schrofen und Schneefelder zu einer Verflachung in 3001 Metern weglos aufsteigt. Danach wird die Westflanke über blockiges Gelände zum Gipfel erstiegen (I). eine weitere Variante beginnt bei der Eisseehütte, wobei auf markiertem Weg in die Zopetscharte eingestiegen wird und der weitere Anstieg danach unmarkiert anfangs links des Südsüdostgrates in einer Schuttrinne auf einen großen Absatz erfolgt. Danach folgt der Aufstieg über den Schrofengrat zum Gipfel (I+). Der Nordgrat ist von der Johannishütte aus zugänglich, wobei der Weg zu ihr über den Zopetkopf führt. Der Nordgrat weist an einigen Stellen eine Schwierigkeit von II auf.